# 卧龙岗 (新南威尔士州)
沃隆岡（英語：Wollongong），港澳叫卧龙岗，是座地处澳洲新南威爾士州东海岸的工业城，位于雪梨南82公里（约45分钟车程），市轄境有684平方公里，属新南威爾士州的伊拉瓦拉地区。从其海岸线上可以看到五座岛屿，最大的叫做“Gang-man-gang”。当地人昵称沃隆岡为“the Gong”。
沃隆岡2015年估計人口超過29万，是新南威尔士州继悉尼与纽卡斯尔（Newcastle）之后的第三大城市，是整个澳大利亚的第十大城市。这座大城市的市区北至海伦斯堡（Helensburgh）到南至杰罗阿（Gerroa）。沃隆岡分由三个地方政府区域管辖：沃隆岡市（City of Wollongong），殼港市（City of Shellharbour）及凯阿玛自治市（Municipality of Kiama）。

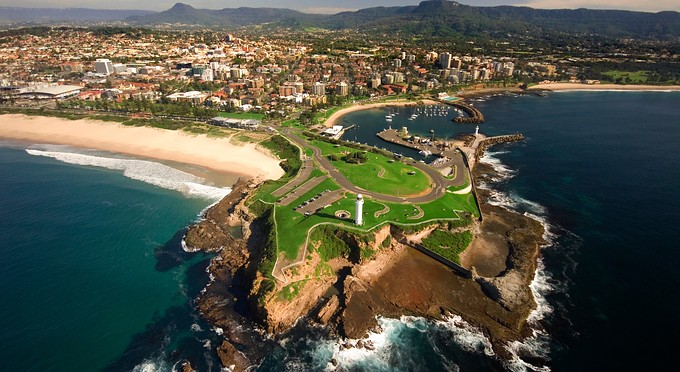
沃隆岡燈塔

此城的采矿与工业历史漫长，有煤矿、钢铁厂和工业港。沃隆岡每年吸引众多的游客到来。它也是南海岸捕鱼业的区域中心。当地的伍伦贡大学是一座世界闻名的大学，有大约2.2万名学生，在外国，特别是华人主导者(新加坡、中国大陆和香港)广办业务。
沃隆岡以众多的冲浪沙滩，景区瞭望台以及植物园而著名。它拥有两座（基督教）区域大教堂，许多(基督教)宗派教堂，南半球最大的佛教寺庙——南天寺及印度教的Sri Venkateswara Temple。
沃隆岡（Wollongong）之名源于当地的土著语言，意为“海之声”，然而还有其他的解释，例如“美味的雨宴”、“水之彼岸”、“海之歌”、“蛇岛”、以及“五岛”。

## 地形
沃隆岡市的地形很独特。它东部位于太平洋侧面的狭窄海岸平原上，西部位于一个陡峭的砂岩悬崖，也就是闻名的伊拉瓦拉悬崖。海岸南部的平原最宽北部则最窄，城市中心则位于海岸的中间平原位置。
在海平面以上的悬崖部分是150到750米（490-2.460英尺），悬崖南部是当地一些著名的山脉，如凯拉山（Mount Keira，464米），肯布拉山（Mount Kembla，534米）、布罗克鼻山（Broker's Nose，440米）以及默里山（Mount Murray，768米）。悬崖内有很多煤炭层，以及许多沿着全沃隆岡悬崖山坡建造的煤矿平峒入口。在悬崖下坡的一些区域居住着郊区居民，但是悬崖的大部分地区仍然保留着相对自然的状态，长满了干硬叶植物以及在局部地区有温带雨林。这座山崖受当地分区议政厅的保护，也是国家的保护区。它以亮丽的风景将这座城市衬托的更加美丽。
位于沃隆岡北部的海岸平原是相当狭窄的，以至于海岸公路劳伦斯·哈格雷夫车道（Lawrence Hargrave Drive）只能摇摇欲坠与悬崖线连在一起，直到一次的岩石滑落才被强迫被关闭。在2005年架上了一座海崖桥。这座穿过暗礁的桥可以在海岸外进行驾车与步行。南海岸铁路线必须穿过几座隧道才能到达悉尼市区。南高速公路与旧普斯西斯高速公路是另外两条内陆线，在伊拉瓦拉悬崖偏南方的布利山口（Bulli Pass）与芒特奥斯利（Mount Ousley）公路下行，就进入了沃隆岡市北。
在平原南部面积最大的地域，阿尔比恩公园附近，此处有一个名叫亚拉瓦拉湖的大型海岸盐水湖，一条长长的沙嘴将它与太平洋隔离了开。
沃隆岡海岸地带是由肥沃的冲积层构成，这使得沃隆岡在19世纪吸引了众多的农业学家来此。沃隆岡有很多山丘，包括在亚拉瓦拉悬崖下坡的山麓小丘，这些山丘的高度一般都不超过一百米，因此使得这座城市山峦起伏。海岸线上穿梭着几条较短但又湍急易洪患的河流与小溪，如，帕拉河（Para Creek）、阿兰斯河（Allans Creek），马利特河（Mullet Creek）以及麦夸里河（Macquarie Rivulet）。
沃隆岡海岸线上有很多沙滩，都是细淡金色的沙子；然而这些沙滩有时会被突入海里的突起与岩石构成的陆岬截断。在一些地方，这些陆岬经过开凿与扩大，在沃隆岡、肯布拉港（Port Kembla）、谢尔哈伯以及凯阿玛已经被修建成了人造港湾。就在离沃隆岡市中心南海岸的不远处，靠近肯布拉港，坐落着五座岛屿，集体被称为“五岛”。该群岛是一个野生动物保护区。

### 城市内部
沃隆岡的内城区域包括郊区与北沃隆岡，其范围北至帕拉河，西到沃隆岡医院，南至温室公园。
中央商业区（CBD）是一个主要的商业中心，其包含了许多百货公司与专柜，办公室以及娱乐场所。市中心在布朗购物街附近，大约是由集市街（Market Street），科里莫尔街（Corrimal Street），布雷利街（Burelli Street）以及铁路线组成的。在中央商业区周围有各样的公园，公用地，轻型商用物业，房屋以及多层住宅单位。多层住宅建筑特别是在商业区东北部的史密斯山上较为明显，它反映出内城居住，沿海景色与海滨生活方式相结合的流行性。
在城东有一个旗杆集中点，在那里有多岩石陆岬周围是被侵蚀过低悬崖，上面是长满草的土坡。此处以北的地方经过囚犯工人们的开凿，形成了贝尔摩内港（Belmore Basin），后来扩建至北部的折流坝就形成了沃隆岡海港。此地区是一处著名的历史要塞，有几个储备大炮与两座灯塔，是澳大利亚东海岸一个地势特征奇特的地区。沃隆岡那个比较古老的折流坝灯塔位于海港进口，是在1871年用段铁板制成的，它已经成为这座城市的标志。较新的沃隆岡第一灯塔建于1936年，位于旗杆山顶端，今天它还在使用当中。贝尔摩内港收容了商业捕鱼队以及渔民合作社，同样也是收容私人船只的主要海港。
沃隆岡中部主要沙滩包括：北沃隆岡沙滩（可以简略为北沙滩）与沃隆岡城市沙滩。北沙滩的范围是从海港开始一直到帕拉咸水湖与皮克区公用地，而沃隆岡城市沙滩则是南起旗杆集中点直到康尼斯顿沙滩。

### 气候
沃隆岡呈现为海洋性气候（柯本气候分类法：Cfb），平均最高气温从冬天的17摄氏度至夏天的26摄氏度，有海风调节温度。一月份的气温的最高纪录达44.1摄氏度，七月份最低气温则是0.8摄氏度。
炎热的夏天傍晚，有时候一阵凉爽风就可以消暑，也就是所谓的强劲南风。
降雨量在四季分布还算均匀，前半年稍微偏多。这通常是与由悬崖造成的突起地形有关。短期而高强度的降雨可能会发生在一年中的任何时间，会导致局部性的泛滥。1998年8月17日，发生了一次较为严重的水灾，那时沃隆岡在差不多3个小时内的降雨量纪录是316毫米（在此附近的郊区芒特奥斯利（Mt Ousley）降雨量纪录超过了445毫米）。沃隆岡在较为温暖的月份也会有暴风雨，这给它带来了闪电，滂沱大雨，以及有时的冰雹。
| 沃隆岡大学             | 沃隆岡大学   | 沃隆岡大学   | 沃隆岡大学   | 沃隆岡大学   | 沃隆岡大学   | 沃隆岡大学   | 沃隆岡大学  | 沃隆岡大学  | 沃隆岡大学  | 沃隆岡大学   | 沃隆岡大学   | 沃隆岡大学   | 沃隆岡大学      |
| 月份                   | 1月          | 2月          | 3月          | 4月          | 5月          | 6月          | 7月         | 8月         | 9月         | 10月         | 11月         | 12月         | 全年            |
| ---------------------- | ------------ | ------------ | ------------ | ------------ | ------------ | ------------ | ----------- | ----------- | ----------- | ------------ | ------------ | ------------ | --------------- |
| 历史最高温 °C（°F）    | 44.1 (111.4) | 41.7 (107.1) | 40.2 (104.4) | 35.4 (95.7)  | 28.5 (83.3)  | 24.7 (76.5)  | 25.7 (78.3) | 30.3 (86.5) | 34.2 (93.6) | 38.8 (101.8) | 40.6 (105.1) | 41.5 (106.7) | 44.1 (111.4)    |
| 平均高温 °C（°F）      | 25.8 (78.4)  | 25.8 (78.4)  | 24.5 (76.1)  | 22.6 (72.7)  | 20.1 (68.2)  | 17.9 (64.2)  | 17.2 (63.0) | 18.6 (65.5) | 20.7 (69.3) | 22.5 (72.5)  | 23.1 (73.6)  | 24.9 (76.8)  | 22.0 (71.6)     |
| 平均低温 °C（°F）      | 17.9 (64.2)  | 18.1 (64.6)  | 16.6 (61.9)  | 13.8 (56.8)  | 11.6 (52.9)  | 9.6 (49.3)   | 8.4 (47.1)  | 8.6 (47.5)  | 10.5 (50.9) | 12.5 (54.5)  | 14.2 (57.6)  | 16.3 (61.3)  | 13.2 (55.8)     |
| 历史最低温 °C（°F）    | 9.6 (49.3)   | 10.3 (50.5)  | 9.1 (48.4)   | 5.1 (41.2)   | 3.1 (37.6)   | 2.0 (35.6)   | 0.8 (33.4)  | 2.0 (35.6)  | 3.3 (37.9)  | 4.7 (40.5)   | 5.4 (41.7)   | 8.3 (46.9)   | 0.8 (33.4)      |
| 平均降雨量 mm（）      | 130.3 (5.13) | 156.4 (6.16) | 160.4 (6.31) | 129.3 (5.09) | 106.4 (4.19) | 112.4 (4.43) | 63.4 (2.50) | 83.3 (3.28) | 67.4 (2.65) | 100.5 (3.96) | 115.6 (4.55) | 94.6 (3.72)  | 1,320.9 (52.00) |
| 平均降雨天数           | 13.8         | 13.7         | 14.5         | 11.2         | 10.8         | 9.7          | 8.5         | 7.8         | 9.3         | 11.4         | 13.6         | 13.0         | 137.3           |
| 平均午後相對濕度（％） | 68           | 69           | 66           | 63           | 62           | 59           | 54          | 52          | 55          | 61           | 64           | 64           | 61              |
| 来源：                 |              |              |              |              |              |              |             |             |             |              |              |              |                 |

## 历史
起初，这个地区居住着名為达瓦尔（Dharwal）或（图汝沃）的澳大利亚原住民。
第一次到此的欧洲人是航海员乔治·巴斯与马修·弗林德斯，他们两人于1796年登陆伊拉瓦拉湖。
在19世纪早期，雪松砍伐者成为了这个地区的第一批移民，接下来是在1812年牧场主来此定居。查尔斯.罗斯比在1815年建造了一个牧场工人棚屋。1816年，首次土地授权。1830年，在海港附近建造了一个军营。后来更多的移民者到此，并在1834年开始筹划建设这座城镇。在1834年11月26日，该城镇首次刊登宪报，乔治.布朗建造了第一座教堂。城镇的主路在亚拉瓦拉悬崖下端穿过普林西斯公路，此公路是由犯罪工人们在1835到1836年建成的。在80年代，还建造了其他的公路，如奥布雷恩斯路（O'Brien's Road）与里克松斯帕斯路（Rixon's Pass）。到1856年为止，沃隆岡人口已有864人。
1858年，建立法院。于1861年建造完成了从凯拉山到海港之间的马拉电车轨道。1862年，在沃隆岡与贝拉比（Bellambi）之间开通了电话线。1865年，一家位于克朗街（Corrimal）的煤气厂首次向沃隆岡供应煤气。1868年，贝尔莫尔夫人（Lady Belmore）扩建了海港，并取名为贝尔摩内港。帕特里克·拉希夫（Patrick Lahiff）在1870年代，在沃隆岡海港建造了一家焦炭工厂。他在贝尔摩内港的东北区与普尔皮特罗克之间建造了两座蜂窝焦炉，但在1892年被摧毁掉。焦炭炉的残留部分已经被发现并追回，现保留下来部分已经被掩盖在山丘下方，有一块牌匾写明了它们的历史。
沃隆岡较为古老的一座灯塔竣工于1871年。在1880年，引进了蒸汽式火车运载从凯拉山矿井到海港之间的煤矿。1883年采用了煤气路灯。1885年，在凯姆布拉街上建造了一间新教堂。像许多澳大利亚教堂一样，它的设计是古典复古风格，是被推崇为适合公共建筑的设计风格。现在它已经被注册为国家财产。1886年，建立了第一个市政大厅。通往沃隆岡的伊拉瓦拉铁路竣工于1887年，现已向南扩建到了肖尔黑文（Shoalhaven）河旁的博马得里镇。航海员乔治·巴斯首次纪实性地记录伊拉瓦拉煤矿存档于1797年。这个地区有很多煤矿。最严重的一次澳大利亚煤矿灾难发生在1902年，凯姆布拉山的煤矿，当时的一次爆炸致死94人，其中包括男人与孩童，最小的年仅14岁，年龄最大的69岁。还有另外两名男子死于试图抢救生还者。1908年在加登山上建造了沃隆岡区医院。在1916年开办了沃隆岡高中。
这个地区的可用煤矿资源吸引重工业到此。1928年，霍斯金斯，也就是后来的澳大利亚钢铁厂，在沃隆岡南部几公里处的肯布拉港开创了一家钢铁厂。早先的罗布肯希尔（Broken Hill）控股公司（也就是现在的与Billition公开股份有限公司合并后的BHP Billition公司）在1935年收购了AI&S公司，但后来他们的钢铁部门脱离总公司，成为一个独立公司，现在被称为BlueScope 钢铁公司。此钢厂已经成为了世界级的扁钢材生产商，它作为一个完全综合型的钢铁厂，每年钢铁生产值大约在5百万吨左右。其他的行业则组建成了一个大型肯布拉港口工业园区 – 澳大利亚最大的重工业积聚地 – 其中包括一化肥厂，电解铜冶炼厂（是澳洲具有特色的最高烟囱），机车车间，煤炭出口海运码头，海运码头和工业煤气生产厂。
1937年，新的沃隆岡灯塔在旗杆点建造完毕。1942年沃隆岡宣告成立市，并于1947年沃隆岡成立。1954年人口90,852。1956年新沃隆岡市政局大楼开幕。1961年，成立了沃隆岡大学学院，1963年建造了沃隆岡教师学院。在菲格特里的购物中心与1965年开业。
1985年，沃隆岡通上了铁路线，到1993年铁路通到了达普托（Dapto）。186年沃隆岡步行街落成，不久便在步行街通上了电车（无轨列车），可是后来电车由于安全问题被终止。在首次测试之后，步行街就重新通车了，但是重新规划了步行区，并且一直保留到现在。
市政局大楼与图书馆于1987年修建完毕，现在的艺术画廊就是被替换的旧市政局大楼的旧址。然后Crown Gateway购物中心建造完毕，沃隆岡的步行街就开幕了。目前的安理会行政大楼以及在Burelli街对面的艺术表演中心于1988年修建完成。一座代表劳伦斯·哈格雷夫的雕塑通过直升飞机被安放在凯拉山东面的小山丘上。1998年，能够容纳6000人的沃隆岡娱乐中心开幕。
1999年Gateway与Crown中心商场为统一为沃隆岡中心，并且建造一座空中桥梁（人行通道）连接了楼与楼之间。2000年，作为悉尼奥运会的一部分，沃隆岡成为了奥运火炬传递的其中一个城市。沃隆岡人口在2001年达到了161,612人。在2004年，沃隆岡市画廊庆祝了它的25周年。2005年澳大利亚航空公司设立了沃隆岡到墨尔本的每日航空服务，此项服务被持续到2008年。
在2006与2007之间，对现今的图书馆进行了翻修，包括一些新的设施，作为它十年周年纪念的一部分。与此同时，海边的建筑设施也进行了翻修，呈现出先的样貌同时也改善了人行道。在2007年七月因为暴风雨海水侵蚀了沙滩，是三十年来最严重的一次。
由于沃隆岡在80年代对对保护主义经济政策的置之不理，导致了沃隆岡的传统加工业与蓝领工业已经下滑，但是许多的工业设备依然存在。然而，沃隆岡的经济的复苏，要感谢经济活动的多样化，这其中包括高等教育，美术，旅游，住宅建筑与环保发电；但是，城市的经济还是主要依赖于重工业，并且这还将持续到不久的将来。

## 人口统计
沃隆岡市区是从北部的海伦斯堡一直延伸到南部的杰罗阿，包括郊区，外围城镇以及农村地区。在2007年6月30日的估计人口为280,159, 是新南威尔士州的第三大城市以及澳大利亚的第九大城市。大约89%的人口居住于市区，其范围是从克利夫頓（Clifton）到壳港湾（Shell Cove）。

## 教育

### 高等教育
沃隆岡大学，以前是新南威尔士大学与伊拉瓦拉科技学院的一个分支，也是国家教育系统技校的分支。这所大学连续两年被优秀大学指南誉为“澳大利亚年度最佳大学”（1999-2000，2000-2001）。
南天大学，位於南天寺，屬於高等學府（Institute）而非真正大學（University）。

### 中小學

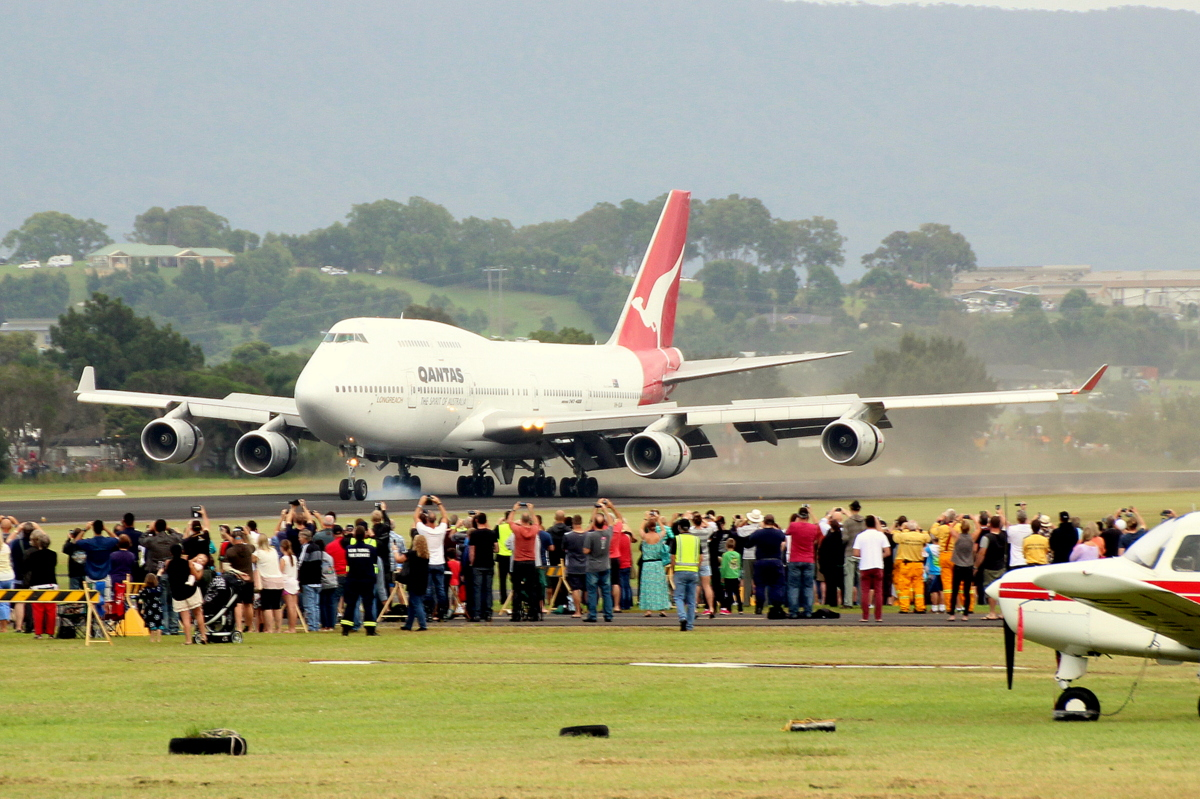
澳大利亚航空747在伊拉瓦拉机场

沃隆岡有很多小学与中学，包括公立、宗教和私立学校。专科中学包括史密斯山精英中学、伊拉瓦拉体育中学、以及沃隆岡演艺中学。

## 外部連結
- 臥龍崗论坛 （页面存档备份，存于）
- 臥龍崗大学（页面存档备份，存于）

34°25′38″S 150°53′38″E / 34.427243°S 150.893915°E